# 존 라푸스

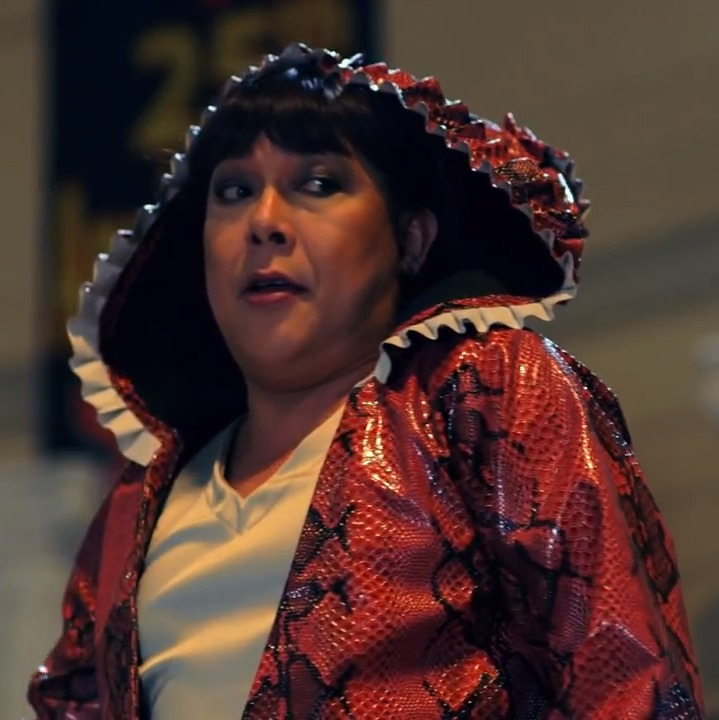

존 라푸스(John Lapus, 1973년 7월 7일 ~ )는 필리핀의 희극 배우, 텔레비전 배우이다.
마닐라에서 태어났다.

## 영화
- 워킹 벡스 (2016년)
- 오브 올 더 씽 (2012년)
- 쇠고랑 (2012년)
- 마마라지 (2010년)
- 내 신부 찾아줘요 (2010년)
- 마닐라 (2008년)